# Nghĩa trang Tin Lành-Augsburg, Warszawa
 (tiếng Ba Lan: Cmentarz ewangelicko-augsburski w Warszawie), Nghĩa trang Tin Lành-Augsburg ở Warsaw là một nghĩa trang Tin lành Luther lịch sử nằm ở quận Wola, phía tây Warsaw, Ba Lan.

## Chi tiết
Nghĩa trang Tin Lành-Augsburg ở Warsaw đã được thánh hiến vào ngày 2 tháng 5 năm 1792, được thiết kế bởi kiến trúc sư Szymon Bogumił Zug. Hơn 100.000 người đã được chôn cất tại nghĩa trang này kể từ khi mở cửa vào năm 1792. Trong cuộc nổi dậy Kościuszko năm 1794 và trong Thế chiến II, nhiều cuộc giao tranh dữ dội đã diễn ra tại nghĩa trang. Công trình đáng chú ý là Nhà nguyện gia đình Halpert mang phong cách tân cổ điển (1835), phục vụ cộng đồng tín ngưỡng Luther. Nhà nguyện được xây dựng lại vào năm 1975, tuy nhiên, nhiều ngôi mộ vẫn bị phá hủy hoặc trong tình trạng đổ nát. Như trong Nghĩa trang Công giáo La Mã Powązki, một ủy ban chịa trách nhiệm tu sửa nghĩa trang đã được thành lập và thu tiền vào Ngày lễ Thánh.

## Những ngôi mộ đáng chú ý
Một số người đáng chú ý được chôn cất ở đây:
- Juliusz Bursche (1862 -1942), giám mục của Giáo hội Tin Lành-Augsburg ở Ba Lan. Một đối thủ mạnh của Đức Quốc xã, sau khi Đức xâm chiếm Ba Lan vào năm 1939, ông đã bị quân Đức bắt giữ, tra tấn và gửi đến trại tập trung Sachsenhausen, nơi ông chết
- Wojciech Gerson (1831 -1901), họa sĩ và giáo sư người Ba Lan
- Samuel Linde (1771-1847), Ba Lan nhà ngôn ngữ học, thư viện, và nhà tự điển học của ngôn ngữ Ba Lan
- Johann Christian Schuch (1752 -1813), kiến trúc sư và nhà thiết kế vườn sinh ra ở Dresden, hoạt động ở Ba Lan
- Szymon Bogumił Zug (1733 -1807), kiến trúc sư cổ điển người Đức gốc Ba Lan và nhà thiết kế vườn
- Karol Ernest Wedel (1813 -1902), doanh nhân người Đức gốc Ba Lan và người sáng lập thương hiệu sô cô la nổi tiếng nhất Ba Lan E. Wedel
- Wiesław Wernic (1906−1986), nhà văn và nhà báo nổi tiếng người Ba Lan, nổi tiếng với loạt sách Wild West, còn được gọi là " Karl May Ba Lan"
- Edward Kłosiński (1943−2008), nhà quay phim người Ba Lan
- Michalina Wisłocka (1921−2005), bác sĩ phụ khoa người Ba Lan, nhà tình dục học, và tác giả của Sztuka kochania (Nghệ thuật yêu thương, 1976)
- Gabriela Kownacka (1952−2010), nữ diễn viên điện ảnh và sân khấu Ba Lan
- Adam Pilch, giáo sĩ quân đội

## Hình ảnh

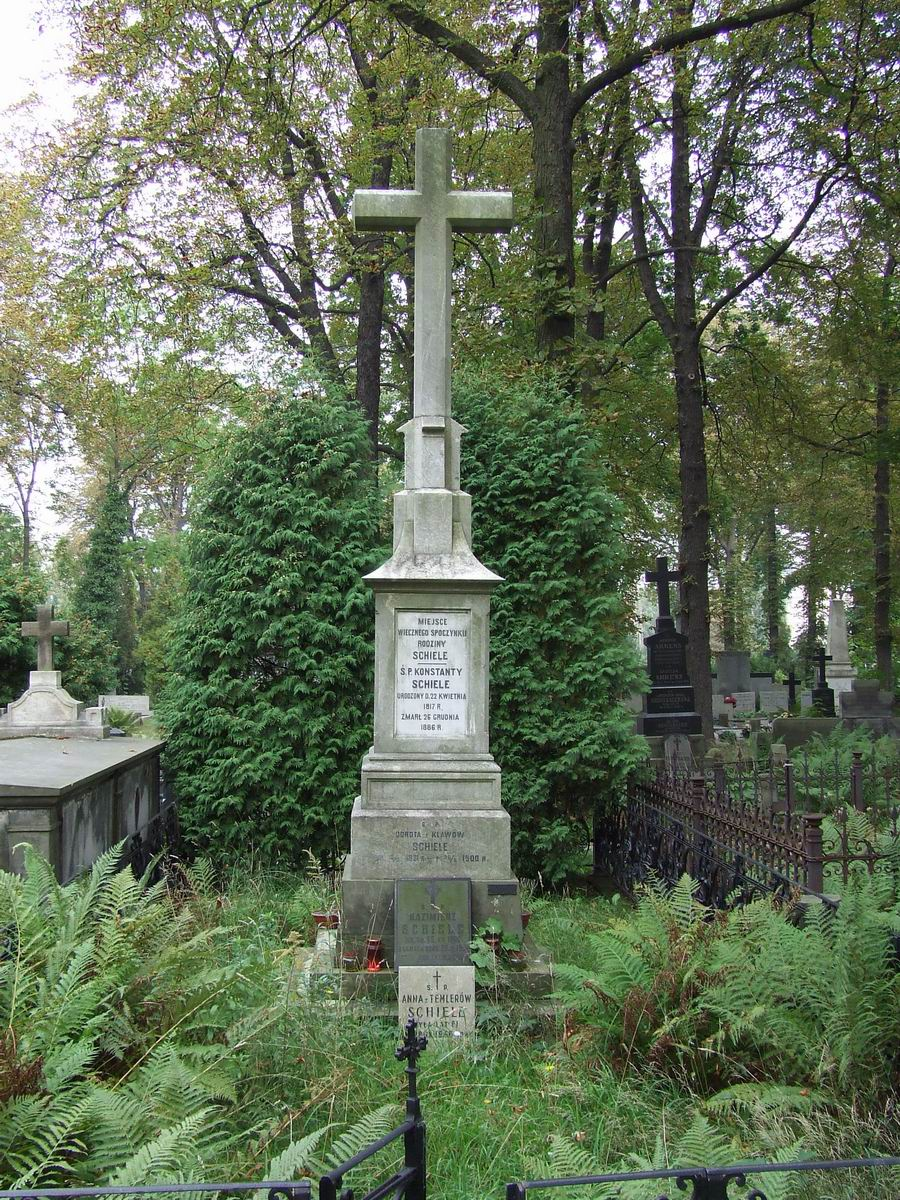
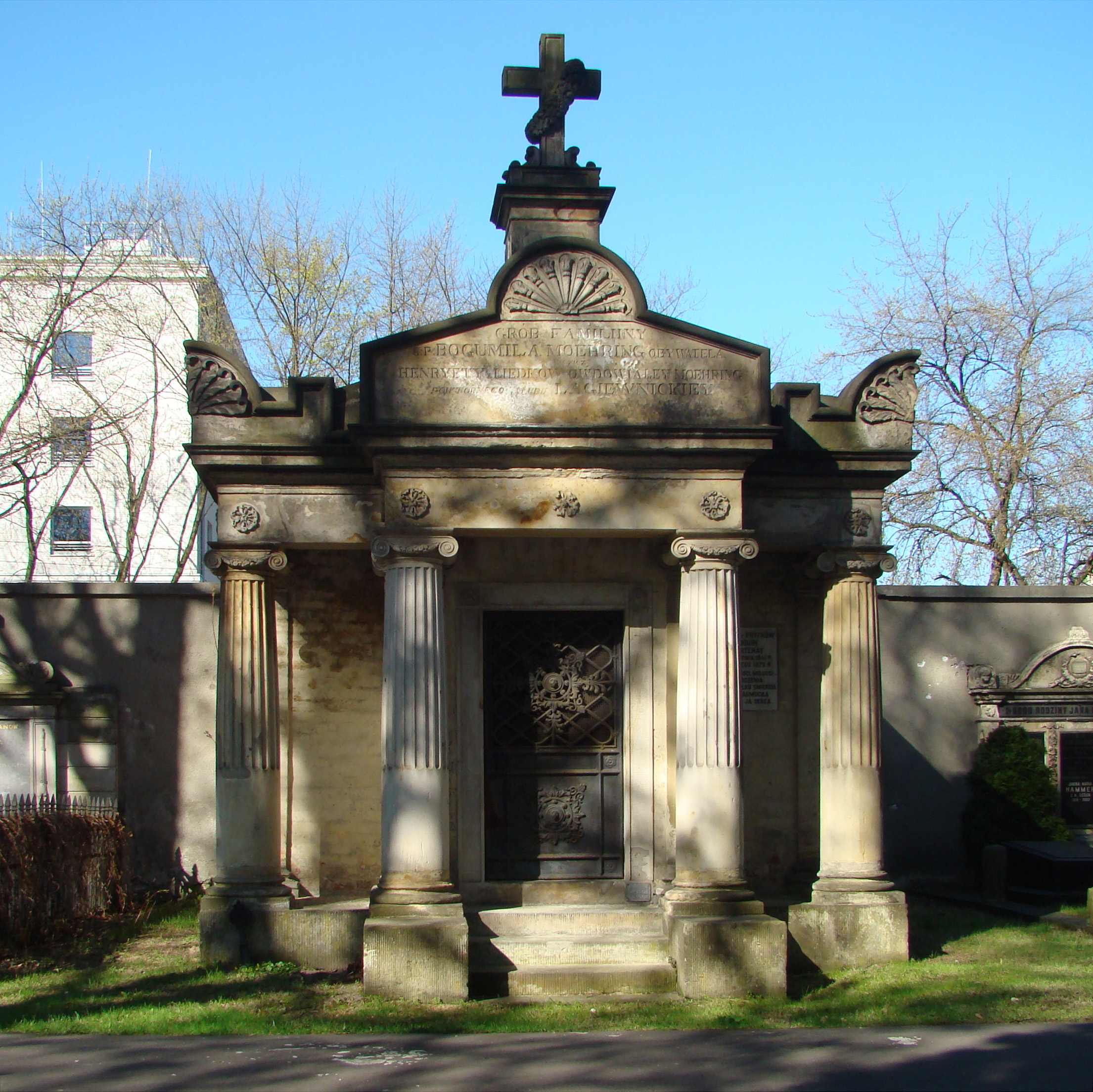
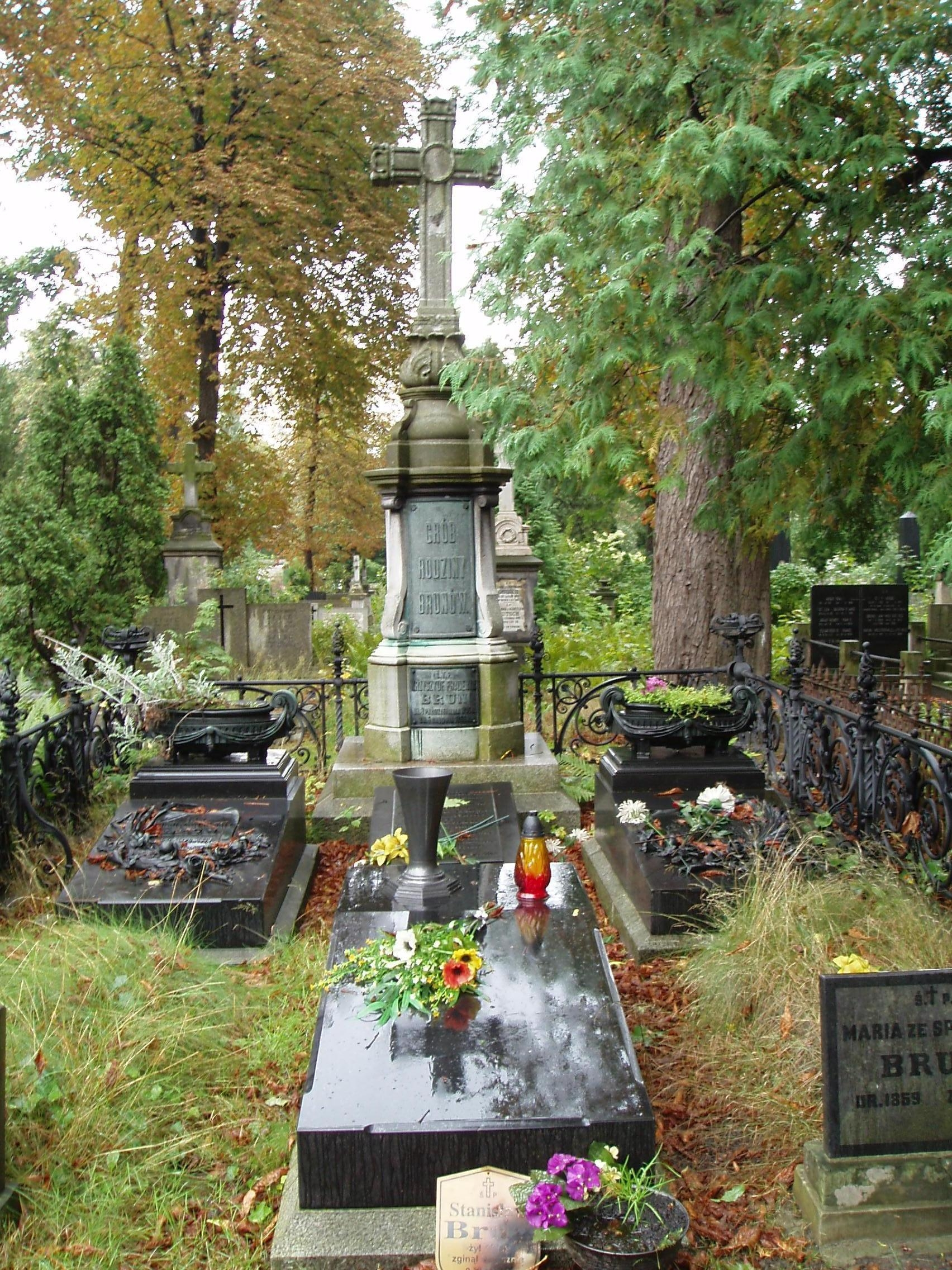